# Governo Fortunato
Il governo Fortunato è stato il quattordicesimo governo del Regno delle Due Sicilie.

## Composizione
- Pietro d'Urso: Ministro Segretario di Stato dell'Interno, dell'Agricoltura e del Commercio
  - (dal 17 novembre 1849) Salvatore Murena: Ministro Segretario di Stato dell'Interno, dell'Agricoltura e del Commercio
- Giustino Fortunato senior, marchese: Ministro Segretario di Stato degli Affari Esteri
- Raffaele Longobardi: Ministro Segretario di Stato di Grazia e Giustizia
- Giustino Fortunato senior, marchese: Ministro Segretario di Stato delle Finanze
  - (dal 17 novembre 1849) Pietro d'Urso: Ministro Segretario di Stato delle Finanze
- Francesco Emanuele Pinto y Mendoza, principe di Ischitella: Ministro Segretario di Stato della Guerra e della Marina
- Raffaele Carrascosa: Ministro Segretario di Stato dei Lavori Pubblici
- Ferdinando Troya: Ministro Segretario di Stato degli Affari Ecclesiastici e della Pubblica Istruzione
- Giovanni Cassisi: Ministro Segretario di Stato per gli Affari di Sicilia

## Cronologia

### 1849
- 7 agosto: dopo che il ”governo costituzionale” di Carlo Troya rassegna le dimissioni, il re Ferdinando II conferisce l’incarico di formare un nuovo governo a Giustino Fortunato, che ricoprirà anche gli incarichi chiave di ministro delle finanze e ministro degli esteri.

### 1850

#### Settembre
- 25 settembre: il re insignisce il Presidente del titolo di marchese.

### 1851

#### Agosto
- 14 agosto: nella zona del Monte Vulture ha luogo un forte terremoto. Il governo agisce istituendo nei comuni interessati il Consiglio Edilizio ed elargendo migliaia di ducati per le ricostruzioni e aiuti.